# Balogh Sándor (kanonok)
Balogh Sándor (Kapuvár, 1745. március 17. – 1810. július 13.) bölcsészdoktor, kanonok, a püspöki líceum aligazgatója.

## Élete
Balogh János fia. Tanulmányait a győri gimnáziumban végezvén, 1761-ben a jezsuita rendbe lépett és a teológiát Trencsénben folytatta. Ezután Egerben, majd Budán a latin nyelvet és ékesszólást tanította. A jezsuita rend eltöröltetvén, világi pap lett és a győri prépost, kanonok és Komárom fölötti monostori apát lett. A magyar szótárhoz anyagot gyűjtött, könyvtárát pedig nyilvános használatra hagyományozta, annak  gyarapítására pedig alapítványt tett.

## Munkái
A magyar szótárhoz gyűjtött anyagot. Nevezetes könyvtára volt, melyet nyilvános használatra hagyományozott és gyarapítására alapítványt tett. Munkái:
- Idyllion haluceuticon ill. ac. rev. d. Joanne Szily de Felső-Szopor, Sabariensi episcopo inaugurato… Jaurini 1777
- Augustae Theresiae, regi apostolico… ob translatam Budam universarum scientiarum academiam eucharisticon sacratum, dum haec artium universitas anno 1780. instauraretur. Uo. 1780
- Szent Istvánnak, Magyarország első királyának dicsérete… Bécs, 1805

Egy levelét, melyet 1806-ban Kovachich Márton Györgyhöz irt, az Országos Széchényi Könyvtár őrzi.